# Frederik 2.
 Der er flere personer med dette navn, se Frederik 2. (flertydig). (Se også artikler, som begynder med Frederik 2.)
Frederik 2. (født 1. juli 1534, død 4. april 1588) var konge af Danmark og Norge fra 1559 til 1588. Han var søn af Christian 3. og tilhørte den oldenborgske slægt.
Han havde arvet et stærkt kongerige og det lykkedes ham at hævde sig som det ubestridte statsoverhoved, men i sine første regeringsår fejlvurderede han omkostningerne ved at gå i krig, og efter den syvårige krig 1563-70 førte han en mere forsigtig politik, der var på linje med kongerigets ressourcer, og det reducerede presset på befolkningen.
Frederik var krigerisk, optændt af ære og national stolthed. Han interesserede sig meget for jagt, ridning, arkitektur og var god ven og støtte af den berømte astronom Tycho Brahe.

## Biografi

### Fødsel og opvækst
Frederik blev født på Haderslevhus den 1. juli 1534 som søn af (den senere) Kong Christian 3. og Dorothea af Sachsen-Lauenburg. Efter faderens sejr i Grevens Fejde blev Frederik i 1536 valgt som tronfølger med titel af prins af Danmark.
I 1542 rejste prinsen rundt i Danmark og blev hyldet af folket. I 1548 blev han hyldet på sit første og sidste besøg i Norge. Ellers sad han på skolebænken på Haderslevhus, hvor han blev undervist sammen med en række adelsdrenge, så han kunne stifte bekendtskab med dem, han senere skulle regere sammen med, og i øvrigt lære sig ridderlige idrætter såsom ridning, fægtning og andre krigeriske dyder. Det boglige indprentedes af historikeren Hans Svaning, der er en af ophavsmændene til den systematiske nedrakning af adelsfjenden Christian 2. Så Frederik lærte tidligt, hvordan en konge ikke skulle regere. Om han lærte meget andet, betvivlede Frederik selv senere, hvor han ofte klagede over, at han ikke var så god til boglige sysler.
I 1554 flyttede Frederik til Malmøhus, hvor der blev skabt et helt lille hof omkring ham, så han for alvor kunne komme i kongelære. Fra 1557 til 1558 var han på sin eneste udlandsrejse, der gik til kroningen af den nye tyske kejser Ferdinand 1. Dér lærte han mange barske lejetropsførere at kende og var glad ved samværet med dem. Hans far var ikke begejstret. Sønnen var ikke til at hive hjem, og den fromme Christian 3. så ikke gerne, at han blev alt for påvirket af opholdet hos kejseren, der var bannerfører for det katolske kætteri.
Da faderen døde i 1559, underskrev Frederik sin håndfæstning og kunne sætte sig på tronen. Han blev kronet i Vor Frue Kirke i København den 20. august 1559.

#### Frederik 2.'s religiøse opvækst
Som det passede sig for en kongesøn, havde Frederik i sin tidlige barndom fået sig en huslærer, så han kunne blive sikret den fornødne dannelse, den hørte sig til en forud konge.
Det var indlysende, at indsigt i den evangelisk-lutherske lære var den første forudsætning for, at han i sin manddom kunne værne den rette tro. Men det hørte tidens elite til, at den kunne mere end sin barnetro. Denne uddannelse var dog ingen dans på roser for Frederik II, der måtte kæmpe med ordblindhed, men selve begrebet ordblindhed som sådan var ukendt i samtiden; Dette medførte, at Frederik II's omgivelser betragtede ham som mere enfoldig, end han egentlig var. Verden havde forandret sig uden for Danmark. Nye tanker om det enkelte menneskes egne muligheder på trods af standsskel havde bredt sig i og fra de italienske bystater, inspireret af oldtidens græske og romerske forfattere. Vel var sådanne tanker ikke ligefrem danske adelsfolks kop te, men den italienske genfødelse af oldtiden, renæssancen, havde skabt nye moder inden for byggeri, malerkunst og levemåde, som sprængte den hidtidige så ensformige og himmelvendte middelalderlige livsstil.
Så selv om de nye tanker om det enkelte menneskes muligheder, befriet for stændersamfundets lænker, behørigt blev siet fra, før de nåede det adelsdominerede Norden, virkede de nye former inspirerende på den velhavende herremand, der stod foran bygningen af en ny herregård, og på hoffet, der gerne ville være med på noderne.
Frederik 2. blev netop konge i en tid, hvor den nye mode kom sydfra, samtidig med at den lutherske reformation åndeligt konsoliderede stændersamfundets uforanderlige orden. At denne konsolidering skulle sikres, var Frederik 2. med på. Det kneb mere med at tilegne sig den åndelige fernis, renæssancemoden krævede. Præsten, teologen og historikeren Anders Sørensen Vedel, der selv var typisk for samtiden med sin interesse for det nye jævnsides med sin forankring i den lutherske tro, beklagede senere, i sin ligprædiken over kongen, at denne "ikke synderlig har læst udi latinen eller andre fremmede sprog og boglige kunster." Men kongen var en troende mand, der vidste at forsvare den rette lære, og så gjorde den nævnte forsømmelighed trods alt ikke så meget.

### Omdømme
Augsburgeren Bernhard Wusenbenzc, der i 1567 på vegne af Johan Jacob Fugger besøgte Danmark for at undersøge dennes markedsmuligheder, beskrev Frederik 2. som en smuk og venlig mand, vellidt af alle: "Kongen er henved 35 år, en høj, stærk, rank fyrste, i besiddelse af stor forstand og god fornuft". Kongen havde et mindre hof, 6-8 pager til sin opvartning, 30 drabanter i oldenborgske farver til vagt, fik 15-16 retter mad til hvert måltid, omgikkes blandt andre sine (lutter tyske) staldkarle. Kongens dømmekraft fremgår af udsagnet: "Jeg ville gerne være nådig mod folket, men jeg tør ikke love noget, for så bliver jeg en løgner, når rigsrådet ikke vil udføre det."
Frederik 2. talte og skrev dansk men skal have været ordblind.
Kongens moder, dronning Dorothea, skrev gennem sin lange enkestand, hvor hun holdt hof på Koldinghus, en lang række breve til sin søn, hvor hun blandt andet advarede ham mod umådeholdent drikkeri og selvrådighed.

### Anne Hardenberg og dronning Sophie
Efter den Nordiske Syvårskrig kom der ingen ny krig i Frederik 2.s regeringstid. I stedet syslede kongen med jagt og drikkeri og bibellæsning. Han var naturligvis en troende lutheraner, men tidens mange stridsmål om, hvordan man skulle fortolke den rette tro, så man ikke faldt i enten den katolske eller den calvinske vantros grøfter, interesserede ham ikke.
Kongen var forelsket i adelsjomfru Anne Hardenberg, brordatter af Ejler Hardenberg, der havde været hofmester på Malmøhus, da kongen fik sin prinseopdragelse dér. Hun var ganske vist lovet væk til Frederiks adelige skolekammerat, Oluf Mouritzen Krognos, men Frederik fik forhindret ægteskabet. Helst ville han selv have giftet sig med Anne, men forbindelsen blev ikke regnet som fyrstelig nok. Da der ikke var nogen vej udenom, fandt Frederik 2. behag i sin 13-årige kusine Sophie af Mecklenburg, datter af hans faster Elisabeth af Danmark og Ulrik 3. af Mecklenburg-Güstrow. Den kongelige vielse stod 20. juli 1572.
Ægteskabet var lykkeligt og resulterede i syv børn. Kongen omtalte konstant sin hustru som "mint Soffye" (min Sophie). Af kongens dagbogsoptegnelser fremgår, at både hustru og børn omfattes af kærlig opmærksomhed. Barnedåbene blev fejret overdådigt. Anne Hardenberg blev gift med Oluf Krognos.

### Regeringstid
Frederik 2.s tid blev i økonomisk henseende kendetegnet ved en merkantilistisk politik. I henhold til tidens idealer var det målet, at riget i økonomisk henseende skulle være uafhængigt af udlandet, det vil sige selvforsynende i alle henseender, samt sikre sig en handelsbalance med overskud. For at opnå disse mål forsøgte man at støtte indenlandsk næringsudvikling med monopoler, toldbeskyttelse samt støtte til handelsforetagender og fremstillingsvirksomheder samt ved oprettelse af statsligt drevne virksomheder. Blandt kongelige foretagender var oprettelsen i 1560 af et farveri i København, oprettelsen af en papirmølle ved Hvidøre omkring 1576, oprettelsen af et glasværk i 1582 ved Skanderborg, senere fulgt af andre i samme egn.
Den 28. oktober 1583 gav Frederik 2. Skanderborg købstadsprivilegier.
Kongen deltog i godt to trediedele af rettertingssagerne i sin tid, det vil sige, at han var en aktiv dommer.

#### Kongeveje
Frederik 2. forestod også anlæggelsen af de første, egentlige "kongeveje": København-Frederiksborg-Kronborg, Ringsted-Antvorskov og Haderslev-Kolding-Jelling.

#### Støtte til Tycho Brahe
Blandt Frederik 2.s andre gerninger var hans støtte til astronomen Tycho Brahe, blandt andet fik denne Hven i forlening. Det var her, Tycho Brahe lod opføre observatorierne Uranienborg og Stjerneborg med et kongeligt tilskud.

#### Den jagtglade konge
Kongen var jagtglad. Ved talrige mageskifter med adelen samledes krongodset, så det blev mere rentabelt – og kongen fik et sammenhængende jagtterræn. Han fik indrettet vildtbaner og anlagt dyrehaver blandt ved Frederiksborg Slot og Skanderborg Slot med opdræt af fasaner, kalkuner og agerhøns til det kongelige spisekammer. Jagterne omfattede kronvildt, dådyr, harer og vildsvin, som ganske vist var næsten udryddede, men i 1581 havde kongen ladet indkøbe 21 vildsvin fra Tyskland for at genoprette bestanden. De blev udsatte i Jylland og trivedes vel. Ligeledes forsøgte han at genindføre uroksen fra Polen, men dette mislykkedes.

#### Bygherre
Efter Syvårskrigen kastede kongen sig over slotsbyggeri. Den gamle, middelalderlige fæstning Krogen ved Helsingør blev i årene 1574-84 ombygget til et renæssanceslot, Kronborg, med tårne og spir samt tage i kobber takket være indtægterne fra Øresundstolden. Ikke blot blev selve bygningsmassen fuldstændigt ombygget, forsvarsværkerne blev ligeledes omdannede i tidens nye stil således, at det efter ombygningen fremstod som Nordens stærkeste fæstning og en værdig opkræver af Øresundstolden.
I 1560 mageskiftede Frederik sig til den nordsjællandske hovedgård Hillerødsholm, og han ombyggede gården til et renæssanceslot, Frederiksborg. Slottet var fordelt over tre holme og blev opført i fire etager samt tagetager og også det med spir og tårne.
I 1561 besluttede Frederik 2. at udbygge og befæste Skanderborg Slot med materialer fra Øm Kloster.
1562-1563 opførtes Orlogsværftets ankersmedje under ledelse af bygmester Peter de Duncker.

### Udenrigspolitik
I udenrigspolitisk henseende var opgaven for kongen at sikre Danmarks stilling som en magt af rang.

#### Ditmarsken erobres
I 1559 erobrede han Ditmarsken sammen med sin farbror Hertug Adolf af Slesvig-Holsten-Gottorp. Oprindeligt havde det været hertugens plan at gennemføre erobringen alene, men dette fik kansleren Johan Friis forhindret, og kongen deltog i en fremtrædende position og opnåede dermed i en alder af blot 25 år en prestigefyldt stilling. Et relief af slaget ved Ditmarsken kan ses på kongens gravmæle i Roskilde Domkirke.

#### Forholdet til Norge
Frederiks interesse for Norge skal have været ringe. Han lod sig hylde i 1548 i Oslo, inden han overtog tronen. Som konge aflagde han et besøg i 1585, men da kun til Båhus. I 1567 grundlagde han imidlertid Fredrikstad, som dermed blev den første norske by opkaldt efter en konge.
I 1572 udnævnte kongen en statholder til Norge, og indsatte senere Ludvig Munk i embedet. Ludvig Munk var upopulær i Norge efter sin konflikt med bønderne i Trøndelag. Muligvis var det årsag til, at Munk blev afsat allerede i 1583.
I 1574 skænkede kong Frederik gården Thorstenes (i dag bydelen Tertnes) i Bergen til Sankt Jørgens hospital for spedalske inde i byen.
Ved hans død i 1588 udgav Jacob Jacobsen Wolf, rektor ved Oslo katedralskole 1584-94, en mindetale (Cenotaphium Friderico II), der blev holdt på skolen på kongens begravelsesdag.

#### Problemer i Estland
Frederik 2.s yngre broder Magnus af Holsten blev biskop på Øsel (Saaremaa) og forsøgte at udvide sit magtgrundlag, blandt andet med støtte fra sin broder. Det mislykkedes, og Frederik måtte efterfølgende søge at redde sit forhold til Ivan den Grusomme under indtryk af den magtudvidelse i Estland, Livland og Kurland, som Sverige under Erik 14. fik gennemført. Trods de problemer, Magnus havde skaffet sig på halsen, lykkedes det Frederik 2. at sikre Øsels fortsatte tilhørsforhold til Danmark.

#### Forholdet til Sverige
De første år af Frederik 2.s regeringsperiode var prægede af et stort modsætningsforhold til Sverige. Det danske fodfæste på Øsel gjorde, at den svenske konge kunne føle sig omringet af Danmark-Norge, der på daværende tidspunkt omfattede næsten hele Kattegatkysten med Bohuslen, Halland, Skåne og Blekinge, samt de fremskudte besiddelser i Østersøen Gotland og Øsel.
I 1563 udbrød der krig mellem Danmark og Sverige. Den formelle anledning var anvendelsen i våbenskjoldet af Tre Kroner - symbolet på Kalmarunionen. Det lykkedes snart Frederik at erobre den strategisk betydningsfulde borg Elfsborg, men der efter kom krigen ind i et dødvande, hvilket kostede dyrt. Frederik 2. havde regnet med, at han med sine tyske lejetropper hurtigt kunne vinde krigen mod svenskerne, men på grund af dårligt organiseret forsyningssystem måtte man standse fremrykningen mod Stockholm og gå i vinterkvarter i Skåne. Året efter var det svenskerne, der havde initiativet, og de trængte ind i Norge flere steder og hærgede også i Halland og Blekinge. Hen på sommeren rejste Frederik 2. et lån til at finansiere planerne om et angreb på Stockholm. Det blev en fuldstændig fiasko, og hæren måtte trække sig tilbage. Da et nyt forsøg i oktober led samme skæbne, var Rigsrådet ved at miste tålmodigheden.
Til sidst så Frederik 2. sig nødsaget til at hjemkalde sin faders gamle uven, Peder Oxe. Peder Oxe havde mistet Christian 3.'s gunst i 1556 og var tvunget til at tage ophold i udlandet. Ved Christians død blev alle Peder Oxes ejendomme konfiskeret. Oxe havde flere gange uden held forsøgt at blive taget til nåde igen, men nu fik han frit lejde og rejste til Danmark, hvor han blev forsonet med Frederik 2. Han blev atter medlem af rigsrådet og fik Vordingborg Slot som len og sit konfiskerede gods tilbage. Året efter blev han udnævnt til rigshofmester og medvirkede i de følgende år til at bringe de danske statsfinanser på fode igen. Herefter var det i realiteten Rigsrådet med Peder Oxe i spidsen der styrede landet. Det lykkedes Peder Oxe at overtale adelen til at bære en større del af de økonomiske byrder, og han tredoblede Øresundstolden. Da Den Nordiske Syvårskrig 1563-1570 sluttede med freden i Stettin i 1570 var Danmark fortsat den mest magtfulde stat i Norden.

#### Forholdet til de katolske magter
Syd for den danske grænse var det især magtkampen mellem de katolske og de reformerte riger, der kom til at spille en rolle i den danske udenrigspolitik. Den spanske konge Filip 2.s beslutning om, at sende militære styrker til Nederlandene blev af samtiden opfattet som et led i kampen om magten i Europa. Bartholomæusnatten i Paris i 1572 gjorde ligeledes et dybt indtryk i samtiden. Frederik 2. opretholdt en hemmelig diplomatisk forbindelse med Vilhelm af Oranien frem til dennes død i 1584. I 1570-erne havde man i Danmark kunnet glæde sig over de reformertes fremgange, men den senere hårde katolske fremfærd medførte, at man også i Danmark frygtede katolske spioner og tog sine forholdsregler.
Udviklingen i Nederlandene bevirkede et frygt for, at begivenhederne ville brede sig til Frisland, Oldenborg og Delmenhorst og derved komme betænkeligt nær den danske grænse. Forholdene blev yderligere vanskeliggjort ved, at hertug Adolf af Gottorp (1526-1586) gik i spansk tjeneste og samtidig forsøgte at udvide sit magtområde blandt andet ved fæstningsbyggeri og ved at gøre krav på de områder, som havde tilhørt Hans den Ældre, efter dennes død i 1580. Også enkehertuginde Christina af Lothringen (1521-1590), datter af Christian 2., deltog i intriger vendt mod Frederik 2. Den danske konge opretholdt efter syvårskrigen en forholdsvis beskeden landhær i form af fodfolk og rytteri men til gengæld en forholdsvis stor krigsflåde på 31-43 skibe. Af militære anlæg var ombygningen af Krogen til Kronborg utvivlsomt det vigtigste.

### Død
Frederik 2. døde 53 år gammel på Antvorskov Kloster den 4. april 1588.
Allerede samme dag skulle forholdene om begravelsen afklares, men ikke mindre vigtigt var det at finde en løsning på, hvordan landet skulle ledes, indtil den unge prins Christian kunne overtage styret. Det blev derfor besluttet af Rigsrådet, at udgifterne til begravelsen skulle holdes på et rimeligt niveau. Sådan kom det dog ikke til at gå.
På begravelsesdagen den 5. juni i Roskilde deltog flere hundrede i det lange ligtog, heriblandt kongelige trompetere og paukeslagere, rigsråder, beklædte heste og hele 32 adelsmænd til at bære kisten. Enkedronningen var nemlig ikke tilfreds med en simpel affære, og hun sørgede for, at kongens begravelse var på linje med andre potentater og fyrsters.
I sin ligprædiken hævdede præsten Anders Sørensen Vedel, at kongens død måtte tilskrives et for stort spiritusforbrug: "Dersom Hans Nåde havde haft lov for fremmede fyrster og legaters og andre gode mænds daglige omgængelse til at holde sig fra den almindelige, skadelige drik, som nu over alverden iblandt fyrster, adel og menigmand alt for gængs er, da synes det for menneskelige øjne og tanker, at Hans Nåde kunne have levet mangen god dag længere". Dette er dog ikke sandsynligt. Sygdomsbilledet tyder mere på en ondartet brystlidelse.
Frederik 2.s død gav anledning til mindefester i København, Dresden og Wittenberg, og der dukkede en hel litteratur af taler og mindeskrifter op efter ham. Han blev bisat i Helligtrekongers Kapel i Roskilde Domkirke 5.6.1588. Gravmælet som ligner faren Christian 3.s 1598 udført af Geert van Egen med scener fra felttoget i Ditmarsken og syvårskrigen. I krypten under gravmælet hviler også dronning Sophie.

## Genealogi

### Børn
| Navn                      | Født                      | Død                       | Bemærkninger                                                                                  |
| Med Sophie af Mecklenburg | Med Sophie af Mecklenburg | Med Sophie af Mecklenburg | Med Sophie af Mecklenburg                                                                     |
| ------------------------- | ------------------------- | ------------------------- | --------------------------------------------------------------------------------------------- |
| Elisabeth                 | 25. august 1573           | 19. juni 1626             | Gift 19. april 1590 med Hertug Henrik Julius af Braunschweig-Wolfenbüttel                     |
| Anna                      | 12. december 1574         | 2. marts 1619             | Gift 20. august 1589 med Kong Jakob 6. af Skotland                                            |
| Christian 4.              | 12. april 1577            | 28. februar 1648          | Konge af Danmark og Norge 1588 – 1648 Gift 28. november 1597 med Anna Cathrine af Brandenburg |
| Ulrik                     | 30. december 1578         | 27. marts 1624            | Administrator af Fyrstbispedømmet Schwerin 1603 – 1624. Begravet i Roskilde Domkirke          |
| Hans August               | 1579                      | 1579                      |                                                                                               |
| Augusta                   | 8. april 1580             | 5. februar 1639           | Gift 30. august 1596 med Hertug Johan Adolf af Slesvig-Holsten-Gottorp                        |
| Hedevig                   | 5. august 1581            | 26. november 1641         | Gift 12. september 1602 med Kurfyrst Christian 2. af Sachsen                                  |
| Hans                      | 9. juli 1583              | 28. oktober 1602          | Begravet i Roskilde Domkirke.                                                                 |

#### Illegetimt barn
Frederik 2. havde formentlig også en illegitim søn ved navn Johan Garmann, da Johan bliver benævnt som Christian 4. halvbroder. Johan Gaarmann (senere Garmann) (1580-1661) kom til Norge med et leidebrev (forpligtelse fra en magtindehaver, som sikrer en persons adgang til at rejse frit, og uden påførsel af skade) af 10. Januar 1628 fra sin "halvbror" Christian 4. Han forlod Danmark som følge af Wallensteins udplyndring af Jylland i år 1627. Han drog med sin familie til Norge via Malmø, hvor han fik en royal tilladelse til, med kone, børn og svoger samt skibe og varer, at rejse til Oslo eller andre steder i Norge, hvor han ønskede at bosætte sig.
Hvem Johan Garmann's moder er vides ikke, men det kunne være Anne Hardenberg, med hvem Frederik 2. havde en ungdomsromance, dette er dog utænkeligt, da deres romance var forholdsvis kortvarigt.
Johan Garmann's moder kunne også være en dame ved navn Magdalena Davidsdatter Garmann, kaldet "Magdalene med Hanken". Dette kunne forklare hvordan Johan Garmann fik sit efternavn. Hun var datter af David Garmann af slægten Garmann. På familien Garmann's gods, Mjeldegodset, hænger der et maleri af denne Magdalena, som, ifølge traditionen, kaldes "Magdalene med Hanken", da hun skal have været afsat "til venstre hånd" med en af de dansk-norske konger Frederik. Magdalena bliver født i 1557, derfor kan det ikke havde været Frederik 2.s farfar Frederik 1., som hun var venstre hånd til. Magdalena Garmann blev ifølge historien tildelt Mjeldegodset, Sandvigen og Damsgård af Kong Frederik (2.).

### Anetavle
|             |                                        |  |                                  |                                         |  |  |  |  |  |  |  | Didrik den Lykkelige af Oldenburg |
|             |                                        |  |                                  |                                         |  |  |  |  |  |  |  |                                   |
|             | Christian 1. af Danmark                |  |                                  |                                         |  |  |  |  |  |  |  |                                   |
|             |                                        |  |                                  |                                         |  |  |  |  |  |  |  |                                   |
|             |                                        |  |                                  | Hedevig af Holsten                      |  |  |  |  |  |  |  |                                   |
|             |                                        |  |                                  |                                         |  |  |  |  |  |  |  |                                   |
|             | Frederik 1. af Danmark                 |  |                                  |                                         |  |  |  |  |  |  |  |                                   |
|             |                                        |  |                                  |                                         |  |  |  |  |  |  |  |                                   |
|             |                                        |  |                                  | Johan af Brandenburg-Kulmbach           |  |  |  |  |  |  |  |                                   |
|             |                                        |  |                                  |                                         |  |  |  |  |  |  |  |                                   |
|             | Dorothea af Brandenburg                |  |                                  |                                         |  |  |  |  |  |  |  |                                   |
|             |                                        |  |                                  |                                         |  |  |  |  |  |  |  |                                   |
|             |                                        |  |                                  | Barbara af Sachsen-Wittenberg           |  |  |  |  |  |  |  |                                   |
|             |                                        |  |                                  |                                         |  |  |  |  |  |  |  |                                   |
|             | Christian 3. af Danmark                |  |                                  |                                         |  |  |  |  |  |  |  |                                   |
|             |                                        |  |                                  |                                         |  |  |  |  |  |  |  |                                   |
|             |                                        |  |                                  | Albrecht 3. af Brandenburg              |  |  |  |  |  |  |  |                                   |
|             |                                        |  |                                  |                                         |  |  |  |  |  |  |  |                                   |
|             | Johann af Brandenburg                  |  |                                  |                                         |  |  |  |  |  |  |  |                                   |
|             |                                        |  |                                  |                                         |  |  |  |  |  |  |  |                                   |
|             |                                        |  |                                  | Margrete af Baden                       |  |  |  |  |  |  |  |                                   |
|             |                                        |  |                                  |                                         |  |  |  |  |  |  |  |                                   |
|             | Anna af Brandenburg                    |  |                                  |                                         |  |  |  |  |  |  |  |                                   |
|             |                                        |  |                                  |                                         |  |  |  |  |  |  |  |                                   |
|             |                                        |  |                                  | Vilhelm 3. af Sachsen                   |  |  |  |  |  |  |  |                                   |
|             |                                        |  |                                  |                                         |  |  |  |  |  |  |  |                                   |
|             | Margrete af Sachsen                    |  |                                  |                                         |  |  |  |  |  |  |  |                                   |
|             |                                        |  |                                  |                                         |  |  |  |  |  |  |  |                                   |
|             |                                        |  |                                  | Anna af Østrig                          |  |  |  |  |  |  |  |                                   |
|             |                                        |  |                                  |                                         |  |  |  |  |  |  |  |                                   |
| Frederik 2. |                                        |  |                                  |                                         |  |  |  |  |  |  |  |                                   |
|             |                                        |  |                                  |                                         |  |  |  |  |  |  |  |                                   |
|             |                                        |  | Bernhard 2. af Sachsen-Lauenburg |                                         |  |  |  |  |  |  |  |                                   |
|             |                                        |  |                                  |                                         |  |  |  |  |  |  |  |                                   |
|             | Johan 5. af Sachsen-Lauenburg          |  |                                  |                                         |  |  |  |  |  |  |  |                                   |
|             |                                        |  |                                  |                                         |  |  |  |  |  |  |  |                                   |
|             |                                        |  |                                  | Adelheid af Pommern                     |  |  |  |  |  |  |  |                                   |
|             |                                        |  |                                  |                                         |  |  |  |  |  |  |  |                                   |
|             | Magnus 1. af Sachsen-Lauenburg         |  |                                  |                                         |  |  |  |  |  |  |  |                                   |
|             |                                        |  |                                  |                                         |  |  |  |  |  |  |  |                                   |
|             |                                        |  |                                  | Frederik 2. af Brandenburg              |  |  |  |  |  |  |  |                                   |
|             |                                        |  |                                  |                                         |  |  |  |  |  |  |  |                                   |
|             | Dorothea af Brandenburg                |  |                                  |                                         |  |  |  |  |  |  |  |                                   |
|             |                                        |  |                                  |                                         |  |  |  |  |  |  |  |                                   |
|             |                                        |  |                                  | Katarina af Sachsen                     |  |  |  |  |  |  |  |                                   |
|             |                                        |  |                                  |                                         |  |  |  |  |  |  |  |                                   |
|             | Dorothea af Sachsen-Lauenburg          |  |                                  |                                         |  |  |  |  |  |  |  |                                   |
|             |                                        |  |                                  |                                         |  |  |  |  |  |  |  |                                   |
|             |                                        |  |                                  | Vilhelm 2. af Braunschweig-Wolfenbüttel |  |  |  |  |  |  |  |                                   |
|             |                                        |  |                                  |                                         |  |  |  |  |  |  |  |                                   |
|             | Henrik 1. af Braunschweig-Wolfenbüttel |  |                                  |                                         |  |  |  |  |  |  |  |                                   |
|             |                                        |  |                                  |                                         |  |  |  |  |  |  |  |                                   |
|             |                                        |  |                                  | Elisabeth af Stolberg-Wernigerode       |  |  |  |  |  |  |  |                                   |
|             |                                        |  |                                  |                                         |  |  |  |  |  |  |  |                                   |
|             | Katerine af Braunschweig               |  |                                  |                                         |  |  |  |  |  |  |  |                                   |
|             |                                        |  |                                  |                                         |  |  |  |  |  |  |  |                                   |
|             |                                        |  |                                  | Erik 2. af Pommern                      |  |  |  |  |  |  |  |                                   |
|             |                                        |  |                                  |                                         |  |  |  |  |  |  |  |                                   |
|             | Katarina af Pommern-Wolgast            |  |                                  |                                         |  |  |  |  |  |  |  |                                   |
|             |                                        |  |                                  |                                         |  |  |  |  |  |  |  |                                   |
|             |                                        |  |                                  | Sophie af Pommern-Stolp                 |  |  |  |  |  |  |  |                                   |
|             |                                        |  |                                  |                                         |  |  |  |  |  |  |  |                                   |